# 福島県道202号関都停車場金田線
福島県道202号関都停車場金田線（ふくしまけんどう202ごう せきとていしゃじょうかねだせん）は、福島県耶麻郡猪苗代町にある一般県道である。

## 路線概要
- 起点：福島県耶麻郡猪苗代町関都字南切立（JR磐越西線関都駅）
- 終点：福島県耶麻郡猪苗代町金田字千苅
- 総延長：892 m[1]
  - 実延長：総延長に同じ
- 路線認定年月日：1959年8月31日[2]

地理院地図では終点から国道49号金曲バイパス起点に至る旧国道49号の一部区間も当県道として表記されているが、道路現況には反映されていない。

### 重用路線
- 福島県道322号壷楊本町線（猪苗代町関都字南切立〈起点〉～同町関都字南切立）

## 通過する自治体
- 福島県
  - 耶麻郡猪苗代町

## 接続・交差する道路
- 福島県道322号壷楊本町線 国道49号方面（関都字南切立）
- 旧国道49号（町道・越後街道）（金田字千苅 終点）

## 沿線
- JR磐越西線 関都駅